# Divisione di Ambala
La divisione di Ambala è una divisione dello stato federato indiano dell'Haryana, di 4 238 990 abitanti. Il suo capoluogo è Ambala.
La divisione di Ambala comprende i distretti di Ambala, Kaithal, Kurukshetra, Panchkula e Yamuna Nagar.